# ICOM IC-7100
L'ICOM IC-7100 és un transceptor de ràdio amateur mòbil multimode HF / VHF / UHF. L'IC-7100 té suport per a una àmplia varietat de modes de ràdio aficionats d'ús habitual, inclòs el mode de veu digital propietari d'ICOM DSTAR. A més, la ràdio ofereix 100 watts en HF, 50 watts en VHF i 35 watts en UHF.  L'IC-7100 és únic perquè té un gran capçal de control desmuntable amb una pantalla inclinada perquè el transmissor es pugui instal·lar en un altre lloc d'un vehicle o casa. El receptor utilitzat a l'IC-7100 és un superheterodí de triple conversió i té excel·lents filtres DSP i àudio. L'IC-7100 permet la connexió a un ordinador mitjançant USB, la qual cosa permet utilitzar la ràdio per als modes digitals populars com ara FT8, Winlink i Operació de paquets. Les ubicacions dels repetidors propers i les ubicacions d'enviament d'APRS es poden fer amb un receptor GPS opcional. Les característiques notables que no tenen l'IC-7100 són un sintonitzador d'antena intern.

## Especificacions
Especificacions de l'ICOM IC-7100:
- Rang de freqüència: Tx: 1,8 – 450 MHz (només bandes d'aficionats) Rx: 30 kHz - 199.999 MHz i 400-470 MHz
- Modes d'emissió: A1A (CW), A3E (AM), J3E (LSB, USB), F3E (FM), F7W (veu/dades D-STAR)
- Impedància: SO-239 50 Ohms, no-balancejat
- Tensió d'alimentació: 13,8 VDC Externa
- Consum nominal: Rx: 1,5 A Tx: 22 A
- Mida de la caixa (WxHxD): 200×83,5×82 mm; 7,9 × 3,3 × 3,2 polzades
- Pes (aprox.): 2,3 kg; 5.0 lb
- Potència de sortida: 100 watts en HF, 50 watts en VHF i 35 watts en UHF